# Абдул Хамід Таджик
Абдул Хамід Таджик (дарі عبدالحمید تاجک; нар. 1926 — пом. ?) — афганський футболіст, який грав на позиції нападника. Відомий за виступами у складі національної збірної Афганістану, в складі якої брав участь у літніх Олімпійських іграх 1948.

## Футбольна кар'єра
Абдул Хамід Таджик народився в 1923 році в Кабулі. Дані за виступи футболіста на клубному рівні відсутні. У 1948 році у складі збірної Афганістану брав участь у літніх Олімпійських іграх 1948, на яких афганська збірна на попередньому етапі поступилася збірній Люксембургу.